# 兴港街道
兴港街道是中华人民共和国吉林省长春市九台区下辖的一个街道办事处。

## 行政区划
兴港街道下辖以下村级行政区划单位：
袁家村、腰屯村、和平村、临河村、新民村、南泉村、四家子村、二道村、莲花村、小岭村和荆家村。